# Atlético de Bilbao 1949-1950
Questa voce raccoglie le informazioni riguardanti l'Atlético de Bilbao nelle competizioni ufficiali della stagione 1949-50.

## Stagione
Come da politica societaria la squadra è composta interamente da giocatori nati in una delle sette province di Euskal Herria o cresciuti calcisticamente nel vivaio di società basche.
La squadra si classifica 6ª in Primera División. Vince la Coppa del Generalissimo battendo in finale il Real Valladolid per 4-1 dopo i tempi supplementari.

## Rosa
| N. |                   | Ruolo | Calciatore            |
| -- | ----------------- | ----- | --------------------- |
|    | Spagna (bandiera) | P     | Raimundo Pérez Lezama |
|    | Spagna (bandiera) | P     | José Luis Molinuevo   |
|    | Spagna (bandiera) | P     | Cayetano Gana         |
|    | Spagna (bandiera) | D     | Julio Mugarra         |
|    | Spagna (bandiera) | D     | Canito                |
|    | Spagna (bandiera) | D     | Nando                 |
|    | Spagna (bandiera) | D     | Francisco Celaya      |
|    | Spagna (bandiera) | D     | Serafín Areta         |
|    | Spagna (bandiera) | C     | Manolín               |
|    | Spagna (bandiera) | C     | José Luis Berasaluce  |
|    | Spagna (bandiera) | C     | Roberto Bertol        |

| N. |                   | Ruolo | Calciatore         |
| -- | ----------------- | ----- | ------------------ |
|    | Spagna (bandiera) | C     | Manuel Barrenetxea |
|    | Spagna (bandiera) | C     | José Félix Arrieta |
|    | Spagna (bandiera) | C     | José Luis Bilbao   |
|    | Spagna (bandiera) | C     | Anselmo Aramberri  |
|    | Spagna (bandiera) | A     | Zarra              |
|    | Spagna (bandiera) | A     | Venancio           |
|    | Spagna (bandiera) | A     | José Luis Panizo   |
|    | Spagna (bandiera) | A     | Rafael Iriondo     |
|    | Spagna (bandiera) | A     | Jaime Escudero     |
|    | Spagna (bandiera) | A     | Agustín Gaínza     |

## Risultati

### Coppa del Generalissimo
| Madrid 28 maggio 1950                                                 | Atlético Bilbao | 4 – 1 (d.t.s.) | Real Valladolid | Stadio di Chamartín |
| \| \| \| \| \| Zarra 15’, 94’, 96’, 117’ \| Marcatori \| 85’ Coque \| |                 |                |                 |                     |
|                                                                       |                 |                |                 |                     |
| Zarra 15’, 94’, 96’, 117’                                             | Marcatori       | 85’ Coque      |                 |                     |

## Statistiche

### Statistiche dei giocatori
| Giocatore       | Primera División | Primera División | Coppa del Generalissimo | Coppa del Generalissimo | Totale   | Totale |
| Giocatore       | Presenze         | Reti             | Presenze                | Reti                    | Presenze | Reti   |
| --------------- | ---------------- | ---------------- | ----------------------- | ----------------------- | -------- | ------ |
| A. Aramberri    | 19               | 0                | ?                       | ?                       | 19+      | 0+     |
| S. Areta        | 10               | 0                | ?                       | ?                       | 10+      | 0+     |
| J.F. Arrieta    | 5                | 1                | ?                       | ?                       | 5+       | 1+     |
| M. Barrenetxea  | 0                | 0                | ?                       | ?                       | 0+       | 0+     |
| J.L. Berasaluce | 6                | 0                | ?                       | ?                       | 6+       | 0+     |
| R. Bertol       | 0                | 0                | 6                       | 0                       | 6        | 0      |
| J.L. Bilbao     | 7                | 2                | ?                       | ?                       | 7+       | 2+     |
| Canito          | 23               | 0                | ?                       | ?                       | 23+      | 0+     |
| F. Celaya       | 16               | 0                | ?                       | ?                       | 16+      | 0+     |
| J. Escudero     | 4                | 0                | ?                       | ?                       | 4+       | 0+     |
| A. Gaínza       | 24               | 10               | 0                       | 0                       | 24       | 10     |
| C. Gana         | 3                | -?               | ?                       | -?                      | 3+       | -?     |
| R. Iriondo      | 16               | 12               | ?                       | ?                       | 16+      | 12+    |
| R.P. Lezama     | 22               | -?               | ?                       | -?                      | 22+      | -?     |
| Nando           | 19               | 1                | ?                       | ?                       | 19+      | 1+     |
| Manolín         | 26               | 0                | ?                       | ?                       | 26+      | 0+     |
| J.L. Molinuevo  | 2                | -?               | ?                       | -?                      | 2+       | -?     |
| J. Mugarra      | 6                | 0                | ?                       | ?                       | 6+       | 0+     |
| J.L. Panizo     | 22               | 9                | ?                       | ?                       | 22+      | 9+     |
| Venancio        | 25               | 11               | ?                       | ?                       | 25+      | 11+    |
| T. Zarra        | 26               | 23               | 7                       | 13                      | 33       | 36     |